# Bloomingdale (Illinois)
Bloomingdale é uma vila localizada no estado americano de Illinois, no Condado de DuPage.

## Demografia
Segundo o censo americano de 2000, a sua população era de 21.675 habitantes. 
Em 2006, foi estimada uma população de 21.967, um aumento de 292 (1.3%).

## Geografia
De acordo com o United States Census Bureau tem uma área de 
17,6 km², dos quais 17,5 km² cobertos por terra e 0,1 km² cobertos por água.

## Localidades na vizinhança
O diagrama seguinte representa as localidades num raio de 8 km ao redor de Bloomingdale. 